# بلبل قهوه‌ای شمالی
بلبل قهوه‌ای شمالی (نام علمی: Phyllastrephus strepitans) نام یک گونه از سرده بوبرهای اصلی است.